# Gesonia pansalis
Gesonia pansalis là một loài bướm đêm trong họ Noctuidae.